# Nitra Aréna
 (avril 2025).
Si vous disposez d'ouvrages ou d'articles de référence ou si vous connaissez des sites web de qualité traitant du thème abordé ici, merci de compléter l'article en donnant les références utiles à sa vérifiabilité et en les liant à la section « Notes et références ».
La Nitra aréna est une patinoire de Nitra en Slovaquie. Elle ouvre en 1966.
Elle accueille principalement le club de hockey sur glace du HK Nitra.